# Semana Santa Marinera
La Semana Santa Marinera es el nombre que recibe la celebración de la Semana Santa en la ciudad de Valencia, capital de la Comunidad Valenciana (España), que tiene lugar en el distrito municipal número 11 llamado Poblats Marítims, que comprende los barrios del Grau, el Cabanyal, el Canyamelar y el CAP de  França. Está declarada como Fiesta de Interés Turístico Nacional desde 2011.

## Historia

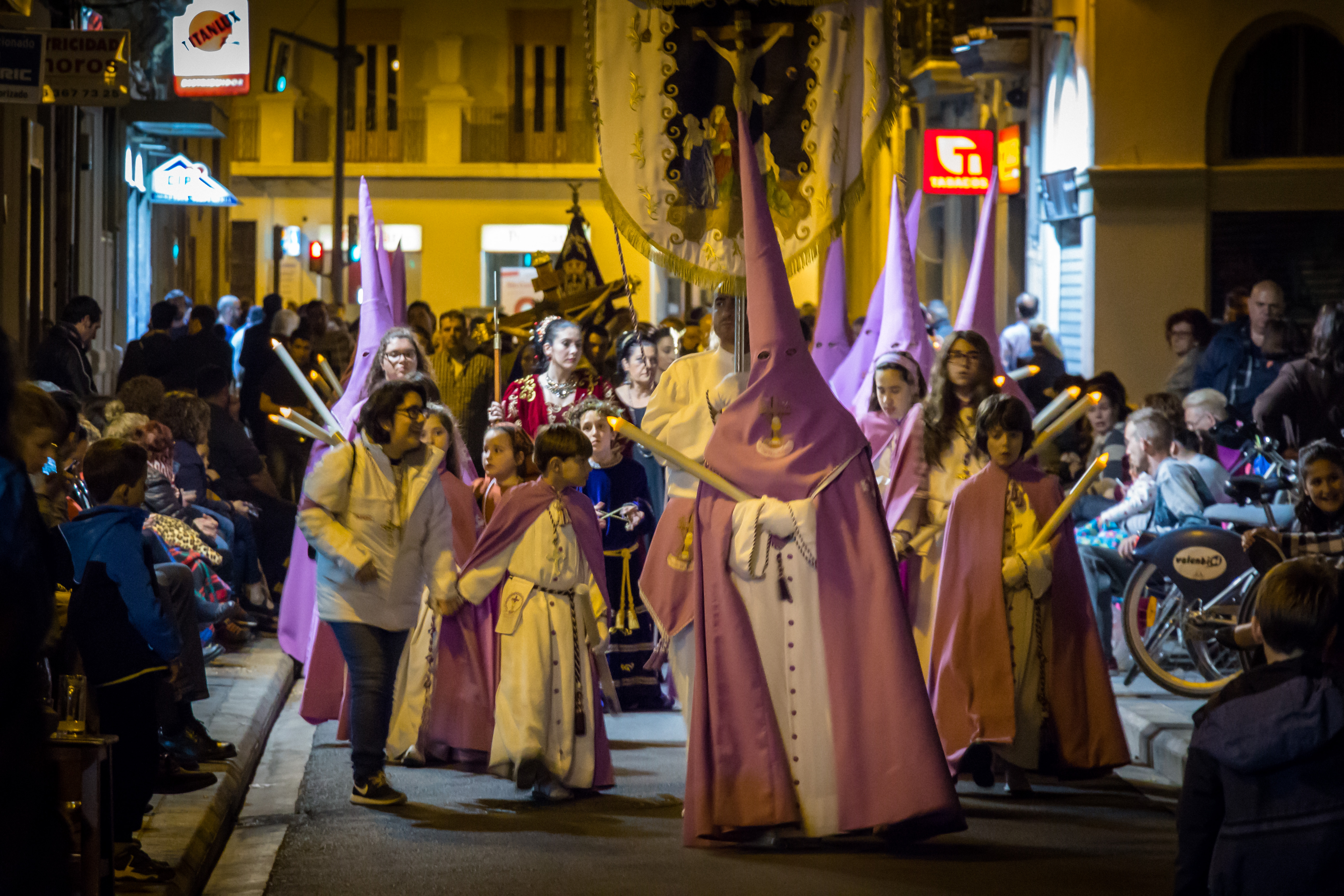
Procesión del Santo Entierro

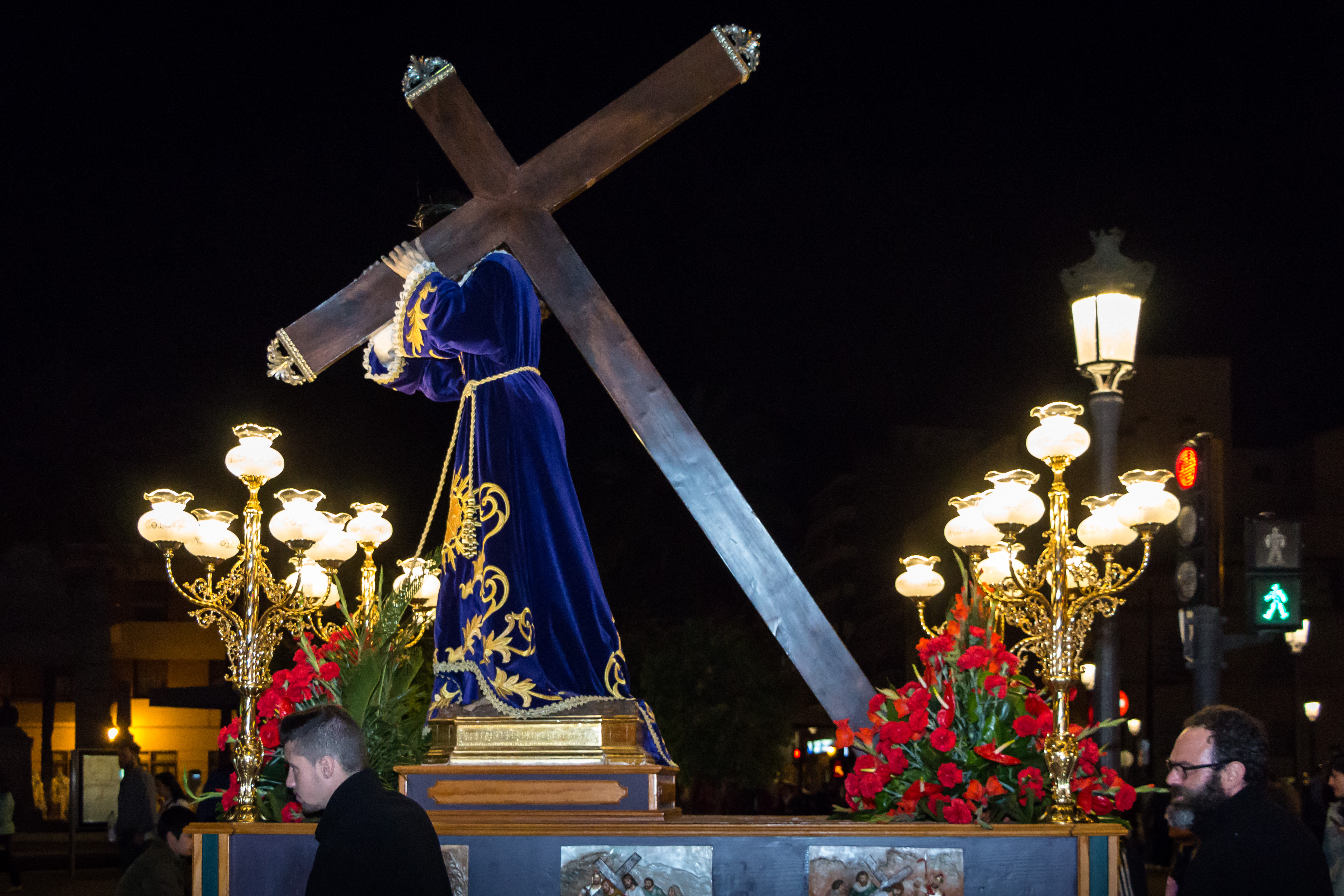
Procesión del Santo Entierro

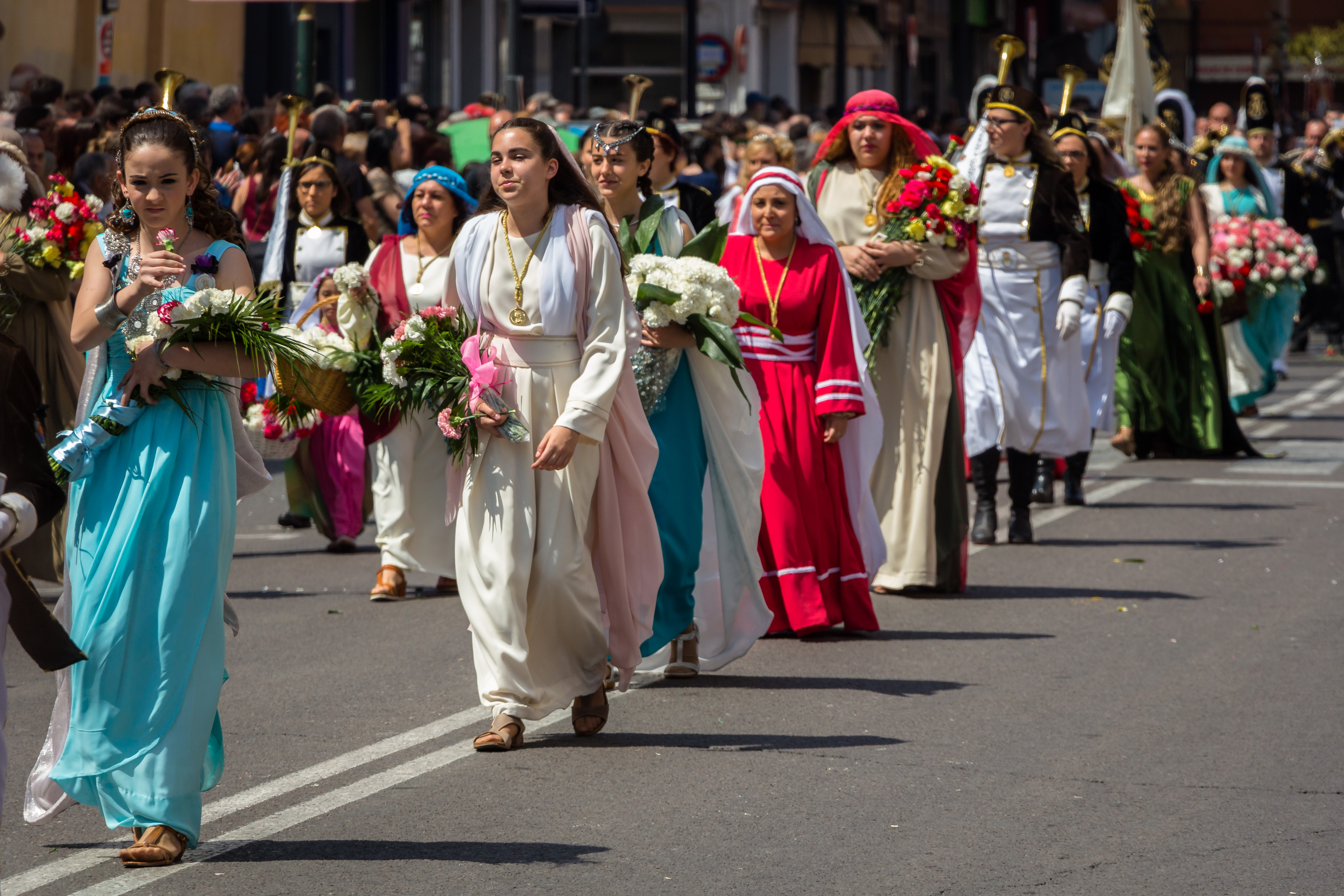
Desfile de Resurrección

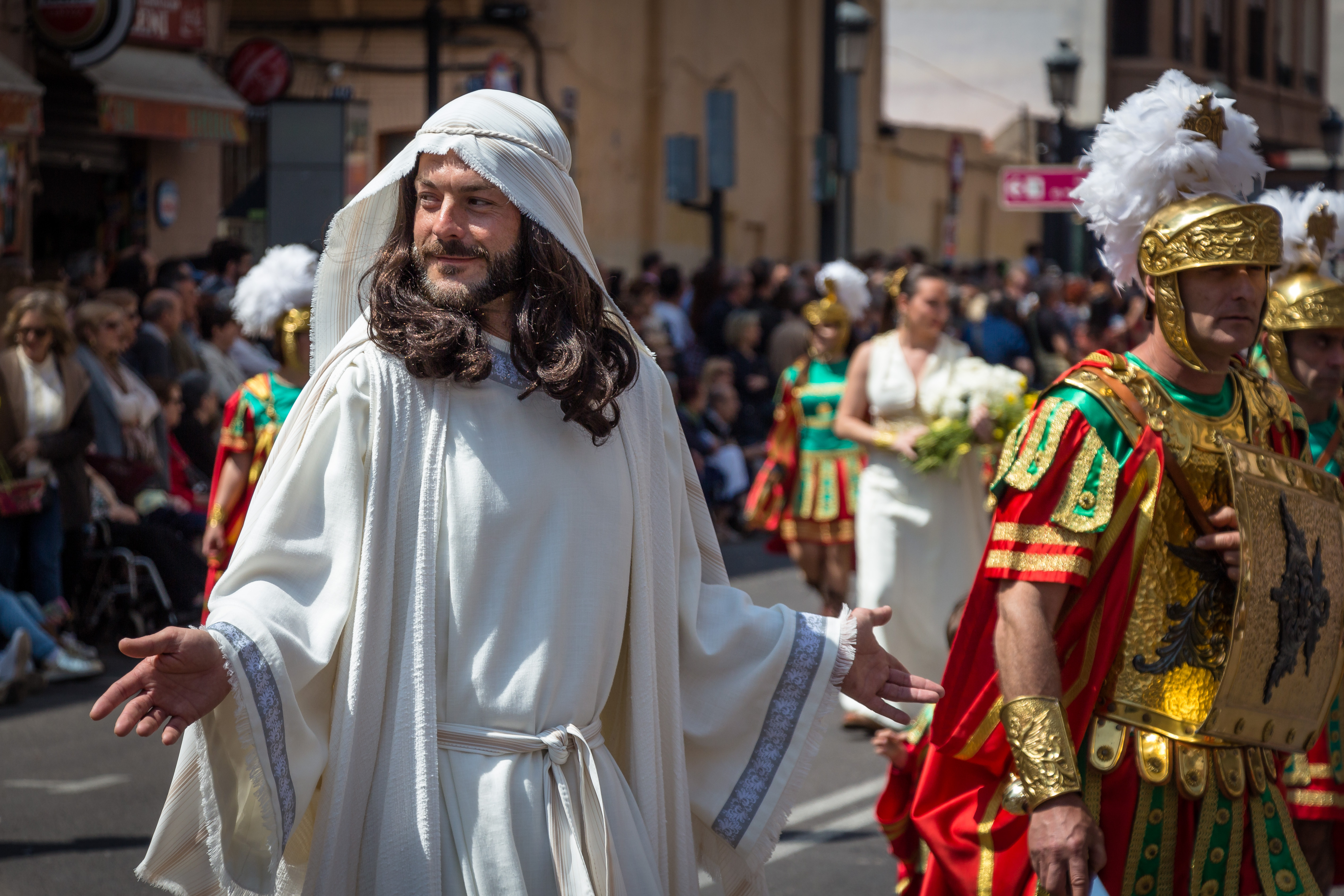
Desfile de Resurrección

La Semana Santa Marinera de Valencia tiene el apelativo de Marinera por su íntima relación con el mar. Desde tiempos inmemoriales viene celebrándose en el Marítimo y los iniciadores de estas manifestaciones públicas de fe en la Pasión, Muerte y Resurrección del Señor fueron pescadores y marineros.
Su origen ha quedado claramente impregnado en buena parte de los actos que se desarrollan a lo largo de un intenso programa de actos que anualmente se desarrolla en el Distrito Marítimo de Valencia.
Hasta mediada la segunda década del siglo XX, la Semana Santa Marinera de Valencia giraba en torno a las imágenes de Nazareno, de Cristo y de la Dolorosa, ya que los habitantes de la zona marinera se veían especialmente reflejados en ellos.Nazareno padeciendo camino del Calvario, Cristo muerto en la Cruz con una indescriptible agonía, y la Dolorosa, Soledad o virgen María, espectadora muda e impotente ante el sufrimiento de su Hijo. Con la lógica diferencia, aquellos pescadores también padecían unas condiciones infrahumanas de vida, sorteando los peligros del mar. Muchas veces también morían tragados por las aguas (patien (padecían) en la mar, utilizando la terminología de la zona, mientras sus madres, esposas o hijas, esperaban en la orilla presintiendo doloridas el trágico final en una noche de temporal.
Dice el refranero popular local que “Si a Déu vols pregar posat en la mar” ('Si quieres rezar a Dios entra en el mar'), porque el marinero necesita de protección, alguien a quien encomendarse en tantos momentos de peligro como le ofrece su profesión. Era pues lógica la celebración de la Pasión y Muerte de Jesucristo para dar cauce a unos sentimientos cuya plasmación fue recreándose en la idiosincrasia y costumbres de las sencillas gentes marineras. 
Numerosas muestras nos lo indican, como la costumbre de portar al Cristo al hombro de las numerosas personas que le acompañan en su salida. Uno tras otro pero todos ellos, porque todos ellos necesitan aferrarse a sus piernas mientras le entregan una oración. Esa estampa dio lugar a un famoso artículo del prestigioso periodista valenciano Julián Carabantes, titulado “Las mejores andas del mundo”.
O en la costumbre que todavía se registra anualmente de llevar a los Cristos a la orilla del mar, adonde se reza por los muertos en el mar, y desde hace algunos años por la paz en el mundo. 
El bien y el mal. La lucha – granaderos y vestas, sayones y romanos. La fugida dels Saions. Trencà de pendons 
La comunión a enfermos e impedidos. 
Tienen estas manifestaciones antigüedad de siglos. Algunos comentaristas sitúan hacia 1400, en la parroquia de Santa María del Mar, la existencia de una agrupación llamada «la Concordia», de la que San Vicente Ferrer ocupó el cargo de Prior, compuesta por «piadosas personas que se dedicaban por Semana Santa a santificar éstas fiestas”.
El primer documento escrito del que tenemos noticias hasta nuestros días, se debe a Basilio Sebastián Castellano de Losada. Con el título “Costumbres españolas. De la Semana Santa en varios pueblos de Valencia, inclusa esta ciudad”, está fechado en el año 1847 y fue publicado en el tomo V de la revista “Museo de las Famílias”. A lo largo de este trabajo que recoge la descripción de la Semana Santa que se celebraba en la parroquia de Santa María del Mar, el autor cita en el año 1795 el nacimiento de una Concordia de Sayones, a la que posteriormente se uniría otra de granaderos. 
Con ello quedaba conformada la tradicional composición de colectivos que integran de manera tradicional la Semana Santa Marinera de Valencia: vestas (penitentes), que acompañan en las procesiones al Crucificado, sayones/soldados romanos, que custodian al Nazareno y los granaderos, que acompañan a Ntra.Sra. de los Dolores, en su soledad. 
Con el nacimiento de nuevas parroquias de Ntra. Sra. del Rosario, en el Cañamelar y de Ntra. Sra. de los Ángeles, en el Cabañal, la Semana Santa Marinera va adquiriendo una fisonomía muy peculiar, repitiéndose en estas nuevas parroquias la composición de hermandades y cofradías, a semejanza de las que existían en Santa María del Mar desde tiempos anteriores. 
De todas ellas han llegado hasta nuestros días, las Hermandades del Santísimo Cristo del Salvador (1851), la del Santísimo Cristo del Buen Acierto (1872), así como las Corporaciones Armadas de Granaderos, nacidas también en la segunda parte del siglo XIX. 
No será hasta entrados los años 1920, cuando la Semana Santa Marinera registra una profunda transformación. Ésta llega de la mano de la Real Hermandad de la Santa Faz, fundada por un grupo de jóvenes devotos del Círculo Instructivo del Distrito Marítimo en 1924, la cual efectúa su primera salida el 8 de abril de 1925. A ella le corresponde el mérito de haber introducido un nuevo elemento de culto en 1927, rompiendo con la uniformidad imaginera, pues al triduo tradicional entiéndase «Jesús Nazareno, Cristo Crucificado, Virgen Dolorosa» añadió ahora un auténtico grupo escultórico compuesto de cinco figuras representando el Paso de la Verónica, siendo el primero que procesionó en la Semana Santa Marinera. 
A partir de esta iniciativa, surgen otros colectivos que se suman a los tradicionales sayones, granaderos y vestas. Así, en la parroquia de Nuestra Señora de los Ángeles las cofradías de Jesús en la Columna (1926), cuyo titular es el paso de la flagelación de Cristo; la Hermandad del Santísimo Ecce-Homo, fundada en 1927, la cual hace su primera salida en 1928; la Corporación de Longinos, que reaparece en 1930, con el grupo escultórico de la Oración del Huerto; la Hermandad del Santísimo Cristo del Perdón (1926), con una bella talla de Cristo Crucificado que se salvó de la quema en la contienda civil y, por último en dicha parroquia de Ntra. Sra. de los Ángeles la Hermandad del Santo Silencio que data de 1927 y que rendía culto al Santo Sepulcro. 
En la parroquia de Nuestra Señora del Rosario y en el referido lustro nacieron la Corporación de Pretorianos (1927) que custodiaba una talla del Santísimo Ecce-Homo; la Hermandad de la Crucifixión del Señor (1928) que procesionaba con un trono-anda que tenía su ubicación y pertenecía al convento de las monjas de Santa Catalina; la Hermandad del Santísimo Cristo de los Afligidos, creada en 1929, debido a la devoción popular por la centenaria imagen del crucificado del mismo nombre, patrono del Cañamelar y, la Hermandad del Santo Sepulcro (1929) que acompañaba el paso que su nombre indica. 
En Santa María del Mar, a principios de 1927 se organizó la Hermandad de la Flagelación del Señor, la cual hizo su primera salida al año siguiente y que presentó en 1930 un magnífico grupo escultórico, con el Paso de su titularidad. En 1930 aparece una nueva hermandad denominada de la Oración del Huerto, cuyo titular fue un antiguo grupo que representa a Jesús frente al Ángel en Getsemaní. 
Además de los colectivos mencionados, hay que resaltar de entre los eventos que tuvieron lugar en esta segunda mitad de la década de los veinte, la creación, entre 1927 y 1928, del Comité Central de Fiestas, precedente de la actual Junta Mayor, cuyos componentes organizaron los tres actos colectivos que han llegado hasta nuestros días: la Visita a los Monumentos, en la tarde del Jueves Santo; El Santo Entierro, en la tarde del Viernes Santo y el Desfile de Resurrección, en la mañana del Domingo de Gloria. 
Tras el paréntesis de la guerra civil volvió a celebrarse la Semana Santa Marinera, pero esta vez con la inmensa alegría de contemplar el nacimiento de una nueva entidad parroquial. El año 1942 conoció la creación de San Rafael Arcángel, la cual se integró rápidamente en las celebraciones bajo el triduo tradicional: Sayones, en 1943; Granaderos, en 1944, y la Hermandad del Santísimo Cristo del Salvador y del Amparo, también en el año 1943.
La recuperación de las celebraciones conoció una actividad espectacular. Además de los anteriores colectivos, nacieron nuevas hermandades. La Hermandad de Nuestro Padre Jesús Nazareno (1945) en la parroquia de Santa María del Mar, con un impresionante paso de la Segunda Caída de Jesús en su camino hacia el calvario; la Hermandad del Descendimiento del Señor (1947), con un monumental grupo escultórico, desaparecido años más tarde a causa de un desgraciado incendio, en la parroquia de Ntra. Sra. del Rosario; y en la nueva parroquia de San Rafael, la hermandad del Santo Cáliz de la Cena (1947)con un artístico trono-anda con el facsímil del Santo Cáliz de la Catedral de Valencia, bajo palio, obra del afamado orfebre valenciano don Agustín Devesa.
Con este bagaje de nuevas agrupaciones que se sumaron a las antiguas, la Semana Santa continuó una línea ascendente que, por desgracia se vio nuevamente truncada por un hecho interno, que concluyó con la desaparición de las procesiones de las cofradías pertenecientes a la parroquia de Santa María del Mar. Con lo cual, los años cincuenta continua la Semana Santa Marinera su andadura con sólo tres parroquias: Nuestra Señora del Rosario, Nuestra Señora de los Ángeles y, la más joven, San Rafael. 
El transcurrir de los años fue conociendo nuevas incorporaciones en el colectivo, como la Hermandad escolar del Santo Encuentro en 1955. La refundada Hermandad de la Crucifixión, y la creación de la Hermandad Infantil de Cristo Resucitado, en 1968, en Nuestra Señora del Rosario. La Hermandad de María Santísima de las Angustias (1963), la Hermandad de la Muerte y Resurrección del Señor (1967) y la Hermandad Infantil de la Entrada Triunfal de Jesús en Jerusalén (1967), las tres en la parroquia de San Rafael Arcángel;. La Real Hermandad de Jesús con la Cruz, también en 1967) en la Parroquia de Ntra. Sra. de los Ángeles. 
La década de los ochenta trajo con ella la reaparición de antiguas cofradías como la de Jesús en la Columna y la corporación de Sayones en la Parroquia Nuestra Señora de los Ángeles y la hermandad del Santo Encuentro en la parroquia Nuestra Señora del Rosario. Y, lo más importante, la vuelta a las procesiones, tras 37 años de ausencia, de hermandades de la parroquia de Santa María del Mar, en concreto, de la Hermandad de Nuestro Padre Jesús Nazareno, la cofradía de Granaderos, y de la Pontificia y Real Hermandad del Stmo. Cristo de la Concordia, a lo que hay que sumar la creación de una nueva en 1991, la Cofradía de Jesús de Medinaceli. 
En 2005 conoció la incorporación a la Semana Santa Marinera de Valencia de un nuevo colectivo, la Hermandad del Cristo de la Buena Muerte, nacida en el seno de la parroquia de San Pascual Bailón, en cuyo templo permanece su imagen titular. Se trata de la primera hermandad que tiene su sede en una parroquia del centro de Valencia.
Desde 2007 se han creado distintas hermandades como la del Prendimiento del Señor de Nta. Señora del Rosario o la Coronaçio de Nuestra Señora de los Ángeles también la de la Flagelación de Sta. María del Mar fundada en 1927 y refundada en 2008 con imagen titular la Flagelación que llevaba la hermandad de Nto. Padre Jesús Nazareno el Jueves Santo en la procesión del Silencio. Finalmente, la Hermandad del Stmo. Cristo de la Palma en 2009 que procesionó por primera vez en 2010 cuya imagen está en la sacristía de Sta. María del Mar y ya procesionaba todos los domingos de ramos. Su imagen, fue datada por la Universidad Politécnica de Valencia en 1680.
En 2012 ya no procesionó la hermandad del Prendimiento del Señor de reciente creación (2007) debido a problemas internos de la hermandad y en 2015 dejó de procesionar la Cofradía del Cristo de la Buena Muerta.

## Cofradías y hermandades
En la actualidad, la Semana Santa Marinera cuenta con 31 Cofradías, Hermandades y Corporaciones, de las que cinco ostentan el título de Real:
- Real Hermandad de la Flagelación del Señor (1927, refundada en 2008)
- Corporación de Sayones.
- Hermandad del Santo Cáliz.
- Cofradía de la Oración en el Huerto.
- Germandat de la Coronació d'Espines (2007)
- Real Cofradía de Jesús en la Columna (obtuvo el título de "Real" en 2008).
- Hermandad del Santísimo Ecce-Homo
- Cofradía del Jesús de Medinacelli.
- Corporación de Pretorianos y Penitentes.
- Corporación de Longinos.
- Real Hermandad de Jesús con la Cruz y Cristo Resucitado.
- Hermandad del Santo Encuentro.
- Real Hermandad de la Santa Faz.
- Real Hermandad de Nuestro Padre Jesús Nazareno (obtuvo el título de "Real" por el Rey Felipe VI en 2015).
- Hermandad de la Crucifixión del Señor.
- Santa Hermandad de la Muerte y Resurrección del Señor.
- Hermandad del Cristo de los Afligidos.
- Hermandad del Cristo del Perdón.
- Hermandad del Cristo del Salvador.(1851)
- Hermandad del Cristo del Buen Acierto.
- Hermandad del Stmo. Cristo de la Palma (2009)
- Pontificia y Real Hermandad del Cristo de la Concordia.
- Hermandad del Cristo del Salvador y el Amparo.
- Hermandad del Descendimiento del Señor.
- Hermandad de María Santísima de las Angustias.
- Cofradía de Granaderos de la Virgen de los Dolores.
- Corporació de Granaders de la Verge.
- Real Cofradía de Granaderos de la Virgen de la Soledad.
- Hermandad del Silencio y la Vera Cruz.
- Hermandad del Santo Sepulcro.
- Hermandad de la Misericordia.

## Procesiones principales
Entre los numerosos actos de la Semana Santa Marinera, tres procesiones destacan sobre las demás:
- Visita a los monumentos, el Jueves Santo. Se conoce a esta procesión también como la tamborada, por participar sólo tambores en las bandas que acompañan a Hermandades y Cofradías.
- La última cena, acto que se celebra en el mismo Jueves y es rememoración de la cena de Jesús con sus discípulos antes del prendimiento. Es el día en que se visitan las casas en las que se guardan imágenes tradicionales (ver apartado correspondiente), de forma que estas casas quedan convertidas en capillas.
- Santo Entierro, el Viernes Santo. Se trata del acto cumbre de esta conmemoración religiosa, en el que predomina el silencio y el recogimiento, junto con el sentimiento religioso. Los cofrades portan ropa oscura como manifiesto de luto.
- El Desfile de Gloria, el Domingo de Resurrección. Acto colorista, único en el mundo, la alegría de la Resurrección se expresa en un paso multicolor en el que los resucitados contemplan el paso de las hermandades sin imágenes, con los vestas descubiertos, mientras los personajes bíblicos lanzan flores al público. Está documentado desde 1928. Además se producen encuentros de imágenes desde primeras horas de la mañana.

## Otros actos
Desde el jueves previo al Viernes de Dolores la Semana Santa Marinera está trufada de actos muy significativos. Sin embargo es a partir de Jueves Santo cuando los actos se multiplican.

## Imágenes en las casas
Entre las tradiciones diferenciales de la Semana Santa Marinera destaca el hecho de que las imágenes se acogen durante la Semana Santa en las Hermandades o Cofradías, en locales parroquiales e incluso en casas particulares. Estos locales y casas devienen en capillas durante la conmemoración de la Semana Santa, en particular en el Jueves Santo; es lo que se conoce como la visita a los monumentos. No hay que confundir estas imágenes con las reliquias que representan y que no se encuentran allí. 

Excepto algunas imágenes casi todas van cambiando de casa cada año y ya acabada la Semana Santa se devuelven a la Parroquia o al Museo, incluso al local de la hermandad o a algún cofrade. Hay hermandades que no dejan las imágenes en casas

## Curiosidades
- Es costumbre, durante la noche de Gloria (madrugada del Sábado al Domingo de Resurrección), que la gente arroje agua y vajilla vieja desde los balcones. Es el acto conocido como la trencà dels perols, una costumbre cuya simbología es echar lo viejo para dejar entrar lo nuevo, renovarse.
- Junto con los vestas o penitentes, procesionan los llamados personajes bíblicos, que representan a distintos protagonistas de los Evangelios, que se hacen acompañar de una alegoría que los identifica y que suelen portar en las manos.
- Son tradicionales en la Semana Santa Marinera las Corporaciones (antiguamente, Corporaciones Armadas), que representan soldados de corte histórico, tanto en la época de la conquista romana (pretorianos y longinos), de las Cruzadas (sayones), o de la invasión napoleónica (granaderos franceses).